# Lodewijk II van Nassau-Weilburg
Lodewijk II van Nassau-Weilburg, ook bekend als Lodewijk II van Nassau-Saarbrücken, Duitse voornaam Ludwig, (Weilburg, 9 augustus 1565 - Saarbrücken, 8 november 1627Jul.) was graaf van Nassau-Ottweiler (een deel van het graafschap Saarbrücken), graaf van Nassau-Weilburg (een deel van het graafschap Nassau), en sinds 1602 graaf van Saarbrücken en Saarwerden. Hij stamt uit de Walramse Linie van het Huis Nassau. In 1605 verenigde hij alle bezittingen van de Walramse Linie in zijn hand. Hij regeerde over een groter gebied dan al zijn voorgangers en al zijn opvolgers.

## Biografie

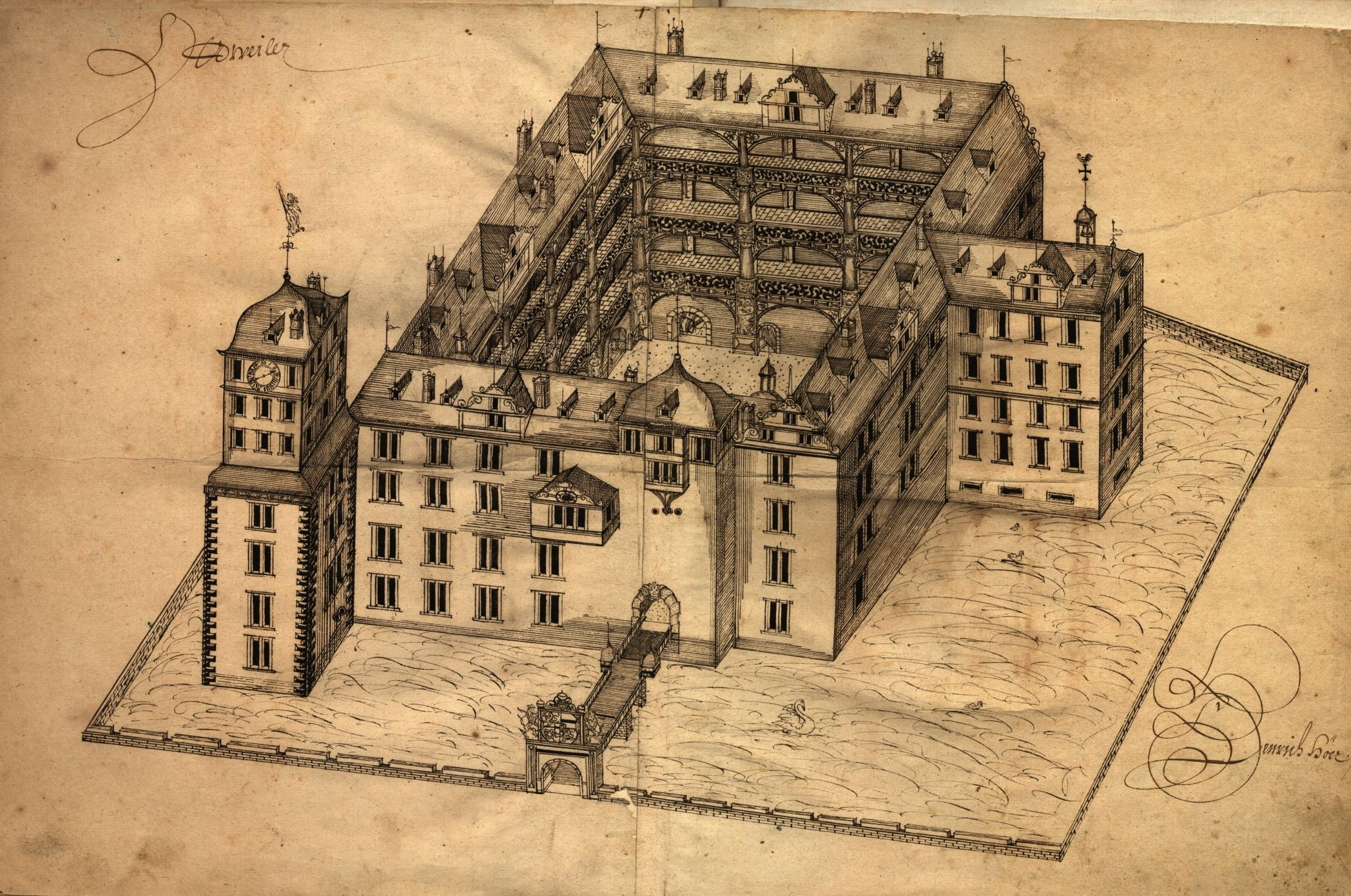
Slot Ottweiler, tekening uit 1617

### Jeugd en opleiding
Lodewijk was de oudste zoon van graaf Albrecht van Nassau-Weilburg en Anna van Nassau-Siegen, dochter van graaf Willem I "de Rijke" van Nassau-Siegen en Juliana van Stolberg-Wernigerode. Zijn familie verhuisde in 1575 van Weilburg naar Ottweiler. Lodewijk kreeg een gedegen opvoeding en studeerde Frans, Latijn en theologie. Na het bereiken van de leeftijd van 20 jaar maakte Lodewijk ter voltooiing van zijn opleiding een Grand Tour naar Genève, Lyon en Parijs. Na zijn terugkeer in Duitsland reisde Lodewijk langs de hoven van Marburg en Kassel. In Kassel leerde hij Anna Maria kennen, de oudste dochter van landgraaf Willem IV van Hessen-Kassel. Op 8 juni 1589 huwden Lodewijk en Anna Maria.

### Graaf van Nassau-Ottweiler, Nassau-Weilburg, Saarbrücken en Saarwerden
Na het overlijden van zijn vader op 11 november 1593, volgde Lodewijk hem op samen met zijn broers Willem en Johan Casimir. Hun oom graaf Filips III van Nassau-Saarbrücken werd tot voogd voor de jongste broer benoemd. Reeds op 6 maart 1594 verdeelden de drie broers de erfenis. Hun oom was hun daarbij behulpzaam. Lodewijk verkreeg de gebieden links van de Rijn, de heerlijkheid Ottweiler met Homburg, Kirchheim en Lahr, Willem verkreeg Weilburg en Burgschwalbach, en Johan Casimir verkreeg Gleiberg. De gravin-weduwe en moeder Anna verkreeg het ambt Wehen als weduwengoed.
Aangezien de residentie Burcht Gleiberg niet zo comfortabel was als de andere twee, ontving Johan Casimir 4.000 gulden van zijn broer Willem en 2.000 gulden van zijn broer Lodewijk om zijn residentie passend uit te kunnen bouwen. In de verdeling werd ook bepaald dat de burchten Homburg, Blieskastel, Lahr, Bensdorf en Helflingen gezamenlijk zouden worden beheerd. Vervreemdbare en onvervreemdbare schulden werden volgens een vastgelegde verdeelsleutel over de drie broers verdeeld.
Filips III van Nassau-Saarbrücken sloot op 12 augustus 1594 met zijn neven een erfverdrag, aangezien hij zelf geen mannelijke nakomelingen had. De drie broers zouden na zijn overlijden alle landen onder elkaar moeten verdelen. Zijn dochter Anna Amalia, die met graaf George van Nassau-Dillenburg getrouwd was, zou een bedrag van 20.000 gulden, dat haar volgens het op 13 maart 1574 tot stand gekomen verdrag toekwam, alsook nog eens 20.000 gulden als vergoeding voor fruit, wijn, kleding, keuken- en huisgerei, moeten ontvangen.
Lodewijks broer Willem overleed op 19 november 1597. De overlevende broers Lodewijk en Johan Casimir verklaarden de erfenis tot gemeenschappelijk bezit en regeerden dit samen. In 1599 werd Johan Casimir meerderjarig verklaard.
Filips III van Nassau-Saarbrücken stelde op 22 juli 1601 een nieuw verdrag op ten gunste van zijn neven. Hij overleed op 12 maart 1602, waarbij de broers de vastgelegde erfenis verkregen. Voordat de erfenis aanvaard kon worden, overleed Johan Casimir op 29 maart 1602. Met zijn dood stierf de tak Nassau-Gleiberg uit en zijn hele erfenis viel aan de enige overlevende broer, Lodewijk.
In 1605 overleed Johan Lodewijk II van Nassau-Idstein, de laatste van het Huis Nassau-Wiesbaden-Idstein. Lodewijk volgde hem op, en verenigde zo alle bezittingen van de Walramse Linie in zijn hand. 

### Bestuur van het graafschap

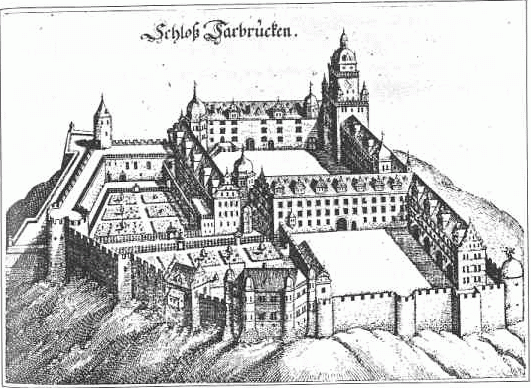
Gravure van Slot Saarbrücken door Matthäus Merian de Oude

Lodewijk verplaatste in 1602 zijn regeringszetel naar het Slot Saarbrücken. In hetzelfde jaar schonk hij een jaarrente aan het ziekenhuis van Saarbrücken. Hij zorgde voor een betere opleiding van de bevolking. De Latijnse school van het Klooster Sint-Arnual bouwde hij in 1604 om tot een gymnasium, dat heden ten dage nog steeds zijn naam draagt. Zijn inspanningen om het lager onderwijs te verbeteren brachten weliswaar een voorsprong ten opzichte van Keur-Trier en Lotharingen, maar bereikten niet het niveau van Palts-Zweibrücken. Hij sloot een verdrag met hertog Hendrik II van Lotharingen en aartsbisschop Lothar von Metternich van Trier voor het bevaarbaar maken van de Saar. Onder zijn bewind steeg de welvaart van het land, zo startte de kolenhandel uit de mijnen Dudweiler en Sulzbach en werden de ijzermijnen in de buurt van Schiffweiler, Wiebelskirchen en in het Sinnerthal geopend. Anderzijds greep in het landsbestuur onder hem zorgeloosheid in financieel beheer en corruptie in het ambtenarenapparaat om zich heen. 

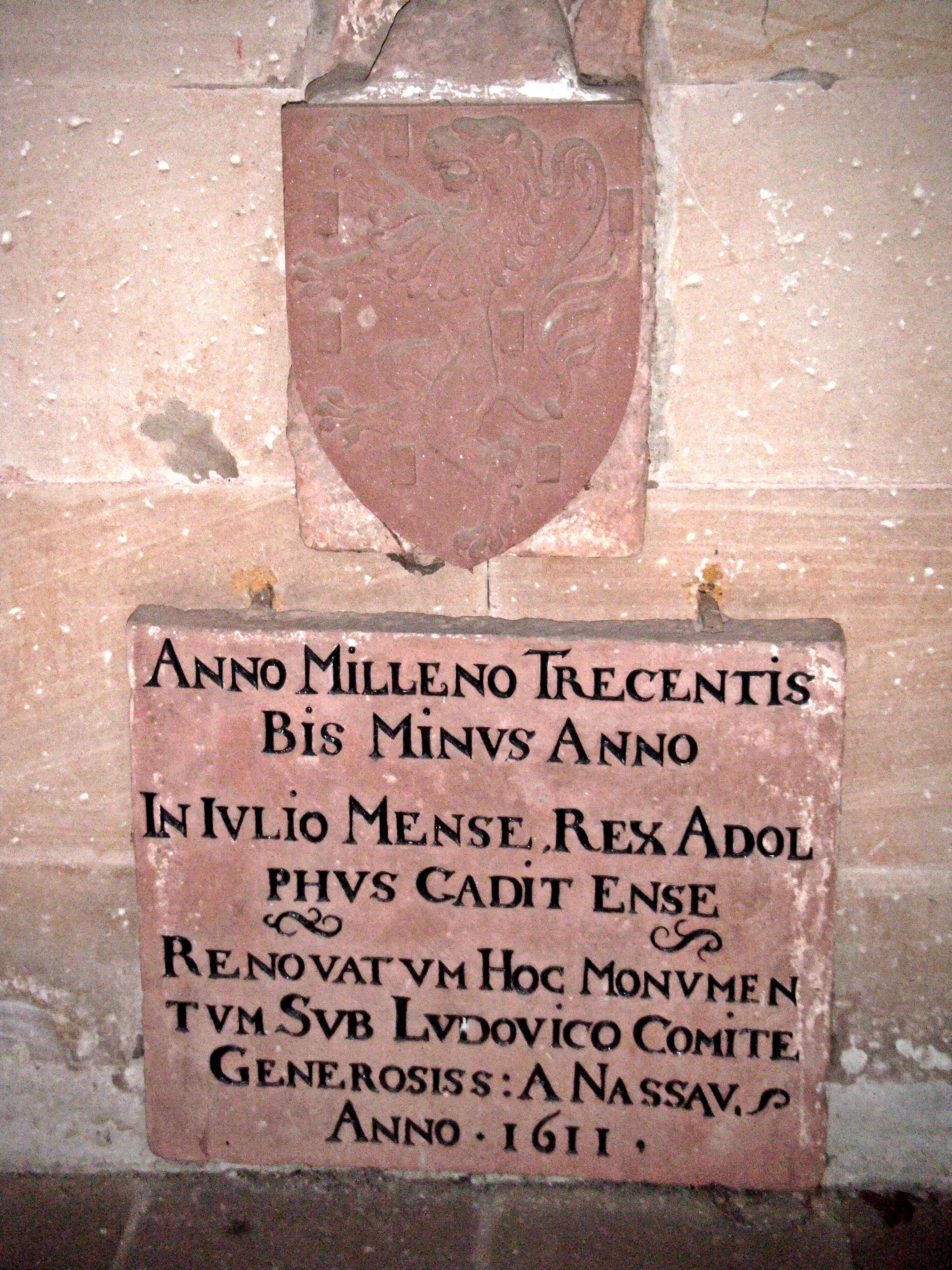
Gedenksteen voor de restauratie van het Koningskruis in Göllheim, 1611

Lodewijk droeg zijn archivaris Johann Andreae op om het archief van Saarbrücken te ordenen, en de schilder Henrich Dors uit Altweilnau om alle grafmonumenten van de familie te tekenen, waaruit in 1632 het belangrijke Epitaphienbuch ontstond. In 1611 liet hij in Göllheim, op de plaats van het overlijden van koning Adolf van Nassau († 1298), het oude Koningskruis renoveren. Daar herinnert een uit die tijd stammende gedenkplaat aan.

### Buitenlandse politiek
De accumulatie van bezittingen - hij regeerde over een groter gebied dan al zijn voorgangers, en al zijn opvolgers - kwam niet overeen met het politieke gewicht van Lodewijk. Zowel in de Gulik-Kleefse Successieoorlog (1609-1614) als in de Dertigjarige Oorlog (1618-1648) handhaafde hij een voorzichtige neutraliteit, die knellende inkwartieringen in zijn bezittingen echter niet voorkomen kon. Contacten met koning Hendrik IV van Frankrijk ontwikkelden zich niet tot een alliantie. De reeds door zijn voorgangers ingezette schepping van een afgesloten territorium zette hij met succes voort. Mijlpalen daarbij waren de grenscorrectieverdragen met Palts-Zweibrücken in 1604 en Lotharingen in 1621.

### Kerkpolitiek
In de kerkpolitiek naderde Lodewijk aan de ene kant de lutherse orthodoxie, doordat hij in de gereviseerde kerkordening uit 1617 de Augsburgse Confessie vastlegde, aan de andere kant tolereerde hij het voortbestaan van Waalse gemeenten in het graafschap Saarwerden, en bracht, waarschijnlijk om mercantilistische redenen, hugenootse glasblazers uit de Argonne onder in de Warndt (Ludweiler), links van de Saar. Door een conformiteitsbevel probeerde hij, de Nassau-Saarbrückense landskerk een uniforme vorm te geven. Het nonnenklooster Klarenthal bij Wiesbaden zette hij in 1607 om in een ziekenhuis.

### Bouwheer
Lodewijk was architectuur en beeldhouwkunst toegedaan. Slechts een paar maanden na de erfenis van het graafschap Saarbrücken in 1602 liet hij het plaatselijke kasteel met behoud van de middeleeuwse delen door Heinrich Kempter von Vic tot een modern renaissancegebouw ombouwen, dat ook opmerkelijke muurschilderingen en stucwerk ontving. Ook de burchten in Idstein en Kirchheim liet Lodewijk uitbreiden.

### Overlijden, begrafenis en opvolging
Lodewijk overleed in Saarbrücken op 8 november 1627Jul.. Hij werd begraven in de Stiftskirche Sankt Arnual op 12 december 1627. Omdat een eerstgeboorterechtregeling ontbrak, werden zijn landen na Lodewijks dood onder zijn zonen verdeeld.

## Huwelijk en kinderen

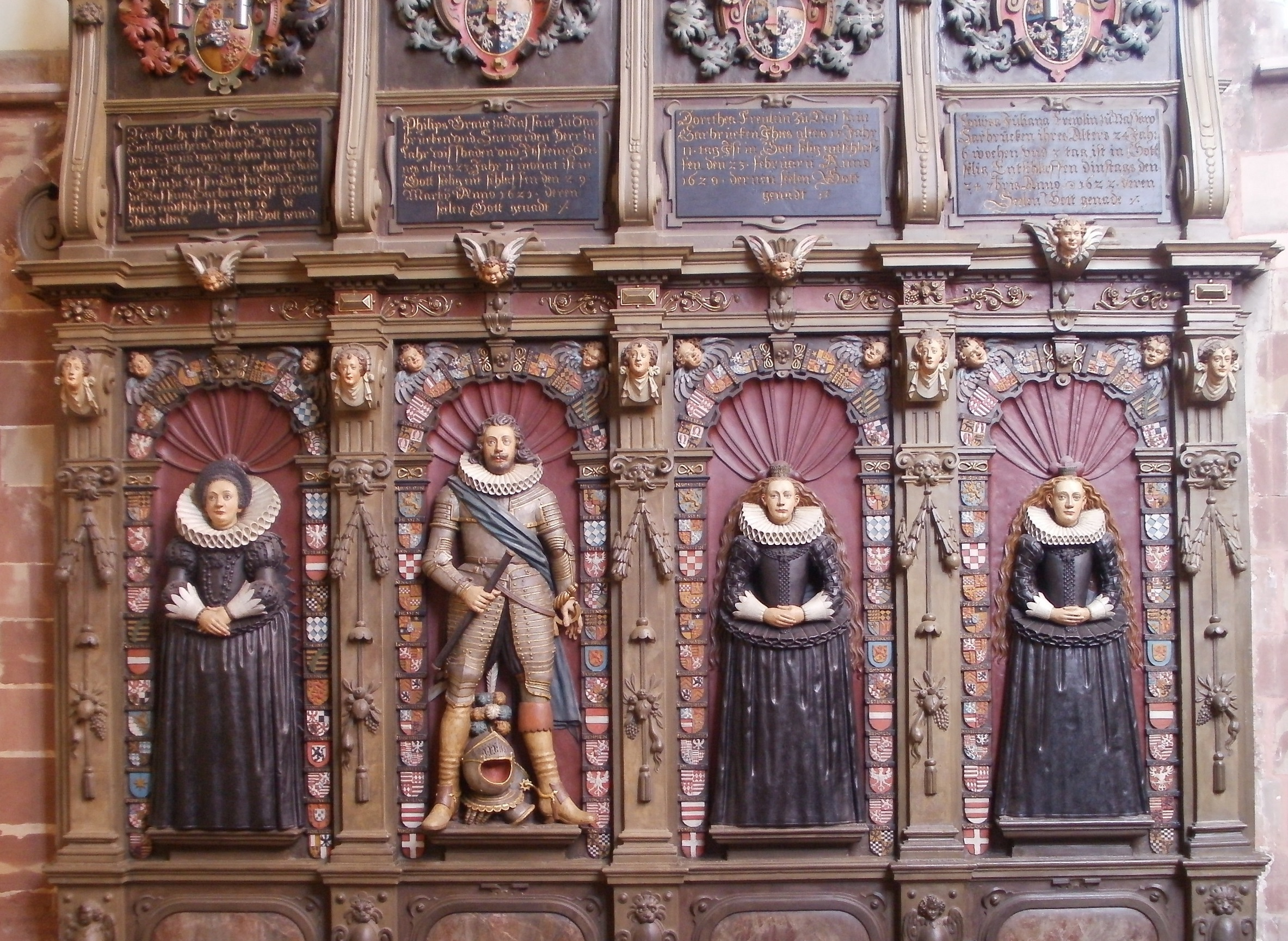
Grafmonument voor Anna Maria van Hessen-Kassel en haar kinderen Filips, Louise Juliana en Dorothea in de Stiftskirche Sankt Arnual

Lodewijk huwde te Kassel op 8 juni 1589 met Anna Maria van Hessen-Kassel (Kassel, 27 januari 1567 - Neunkirchen, 21 november 1626Jul.), dochter van landgraaf Willem IV van Hessen-Kassel en Sabina van Württemberg. Anna Maria overleed aan de pest. Ze werd op 12 december 1626 begraven in de Stiftskirche Sankt Arnual.

Uit dit huwelijk werden de volgende kinderen geboren:
1. Willem Lodewijk (Ottweiler, 18 december 1590 - Metz, 22 augustus 1640), volgde zijn vader op.
2. Anna Sabina (Neunkirchen, 19 december 1591Jul.[12] - 22 april 1593 n.s.).[13]
3. Albrecht (7 mei 1593 - 13 mei 1595).
4. Sophia Amalia (17 juni 1594 - Idstein, 10 mei 1612, begraven in de Uniekerk te Idstein).
5. George Adolf (Ottweiler, 19 december 1595 - Wehen, 21 augustus 1596).
6. Filips (Hohenburg, 15 april 1597 - (aan de pokken) Weilburg, 29 maart 1621Jul.,[14] begraven in de Sint-Maartenskerk te Weilburg).[15]
7. Louise Juliana (Ottweiler, 9 augustus 1598Jul.[16] - Ottweiler, 24 september 1622Jul.,[17] begraven in de Stiftskirche Sankt Arnual).
8. Maurits (15 september 1599 - Ottweiler, 27 mei 1601).
9. Ernst Karel (1 oktober 1600 - 14 april 1604).
10. Maria Elisabeth (Saarbrücken, 21 augustus 1602Jul.[18] - Dürkheim, 9 december 1626Jul.),[19] huwde te Saarbrücken op 22 augustus 1624[20] met graaf Frederik X van Leiningen-Dagsburg (8 februari 1593 - 29 april 1651).
11. Johan (Saarbrücken, 24 november 1603 - Idstein, 23 mei 1677Jul.), volgde zijn vader op.
12. Dorothea (Saarbrücken, 21 februari 1605Jul.[21] - 23 februari 1620, begraven in de Stiftskirche Sankt Arnual).
13. Ernst Casimir (Saarbrücken, 15 november 1607 - Weilburg, 16 april 1655Jul.), volgde zijn vader op.
14. Otto (Saarbrücken, 24 februari 1610Jul. - Straatsburg, 24 november 1632), volgde zijn vader op.